# Park Narodowy Vicente Pérez Rosales
Park Narodowy Vicente Pérez Rosales znajduje się w regionie Los Lagos, w prowincji Llanquihue, w południowym Chile. Jego zachodnie wejście znajduje się w pobliżu miejscowości Ensenada, 82 km od Puerto Montt, stolicy prowincji i 64 km od Puerto Varas na drodze Ruta CH-225. Park narodowy zajmuje powierzchnię 2530 km² i jest prawie całkowicie na obszarze Andów. Sąsiadujące ze sobą parki narodowe Vicente Pérez Rosales i Puyehue w Chile, oraz Nahuel Huapi i Lanín w Argentynie tworzą ciągły obszar chroniony o powierzchni blisko 15 tys. km².
Park chroni jezioro Todos los Santos oraz dużą część jego zlewni. Miejsce wypływu z jeziora przy miejscowości Petrohué daje początek rzece Río Petrohué. Nieco poniżej, jeszcze w granicach parku, Río Petrohué przepływa przez wodospady Petrohué. Na terenie parku znajdują się również wschodnie zbocza wulkanu Osorno, południowe zbocza wulkanu Puntiagudo-Cordón Cenizos oraz zachodnie zbocza Tronadora o maksymalnej wysokości 3491 m. Góra ta, z całoroczną pokrywą śnieżną, stanowi silny akcent w krajobrazie.
Kompletne dane geograficzne i limnologiczne jeziora Todos los Santos można znaleźć w bazie danych International Lake Environment Committee.

## Klimat
Dirección Meteorológica de Chile (Chilijska Służba Meteorologiczna) opublikowała dane klimatyczne dla 10 regionu. Średnie roczne opady na obszarze Petrohué (szer. geogr. 41°08′S), na wysokości 700 m wynosi ok. 4000 mm/rok. Opady na powierzchni jeziora wynoszą ok. 3000 do 4000 mm/rok, podczas gdy na zachodnich stokach gór mogą osiągnąć nawet 5000 mm. Dominujący kierunek ruchu powietrza odbywa się z zachodu na wschód, a unoszone w górę masy powietrza uwalniają opady. Wschodnie zbocza otrzymują zwykle mniej opadów. Najbardziej deszczowymi miesiącami są czerwiec, lipiec i sierpień, a najmniej opadów notuje się w styczniu, lutym i marcu. Średnia roczna temperatura na zamieszkałych terenach wynosi 11–12 °C. Powyżej 1000 m śnieg leży przez większą część roku. Podczas ciepłych letnich miesięcy, średnia, maksymalna, dzienna temperatura wynosi ok. 25 °C. Okres wegetacyjny trwa w przybliżeniu 6 miesięcy.

## Geologia
Podstawowym budulcem terenów parku jest granodioryt, skała pochodzenia wulkanicznego. Oprócz współczesnych osadów i popiołów wulkanicznych, żadnych innych skał osadowych w parku się nie spotyka. Po przedarciu się lawy przez warstwę skał wulkanicznych, powstało szereg stratowulkanów. Tronador i związane z nim struktury są wynikiem aktywności wulkanicznej datowanej na wczesny plejstocen. Górujący nad jeziorami Todos los Santos i Llanquihue symetryczny stożek wulkanu Osorno stanowi punkt orientacyjny przy zachodnim wejściu do parku. Szczyt Osorno ma wysokość 2652 m. Osorno powstał na szczycie starego stratowulkanu La Picada, którego sześciokilometrowa kaldera jest w większości pogrzebana. Puntiagudo jest stratowulkanem, którego ostry szczyt wznosi się na 2493 m. Od Puntiagudo na północny wschód ciągnie się 18-kilometrowa szczelina, w której utworzyło się 40 niezwykłych bazaltowych kraterów. Pole wulkaniczne Cayutue La Vigueria składa się z około 20 stożków i maarów, z których największy jest wulkan Cayutue. Działalność Cayutue wypełniła depresję Cayutue i odseparowała jezioro Todos los Santos od ujścia Ralun. Wpływająca z tych wulkanów lawa jest bazaltowa i andezytowa. Ich aktywność jest najczęściej wybuchowa, a lawa ma wysoką lepkość. Wyczerpujące informacje naukowe na temat wulkanów w parku (Osorno, Puntiagudo-Cordón Cenizos and La Viguería) są dostępne w programie Global Volcanism Program of the Smithsonian Institution.
Drugim głównym czynnikiem, który ukształtował krajobraz, była działalność lodowców w okresie epoki lodowcowej. Olbrzymie lodowce spływające z Tronadora podążały przez dolinę Todos los Santos w kierunku Doliny Środkowochilijskiej. Lodowce usunęły praktycznie wszystkie osady z poprzednich epok. Na odsłoniętych skałach zwiedzający mogą zauważyć rysy pozostawione przez kamienie wleczone przez lodowiec na wygładzonym granitowym podłożu hamującym spływ mas lodu.
Wulkany były aktywne w końcowej fazie epoki lodowcowej. Niektórzy geolodzy zakładają, że jeziora Todos los Santos i Llanquihue tworzyły jeden akwen, który podzielił na dwa jeziora rosnący wulkan Osorno. Od tego czasu poziom jeziora Todos los Santos wzrastał z powodu sukcesywnych wypływów lawy z Osorno, blokujących odpływ wód. Na wodospadach Petrohué można zaobserwować, jak rzeka płynie przez jeden z takich, tarasujących przepływ wody, potoków lawy andezytowej. Stromy, lewy brzeg rzeki zbudowany jest z granodiorytu. Wulkany tego typu wyrzucają duże ilości luźnego popiołu, który po opadnięciu przybiera kształt stożka. Popioły te są na tyle łatwo wymywane przez deszcz i przepływ wód powierzchniowych, że Puntiagudo, starszy brat Osorno, został obnażony do samego twardego jądra, utworzonego przez lawę zastygłą wewnątrz komina wulkanicznego.
W czasie jednego z ostatnich geologicznych, o ile nie historycznych wydarzeń, skały wulkanicznego pochodzenia podniosły depresję Ensenada pomiędzy wulkanami Osorno i Calbuco, zmuszając tym wody jeziora Llanquihue do znalezienia na zachodzie nowego ujścia w stronę morza.

## Flora

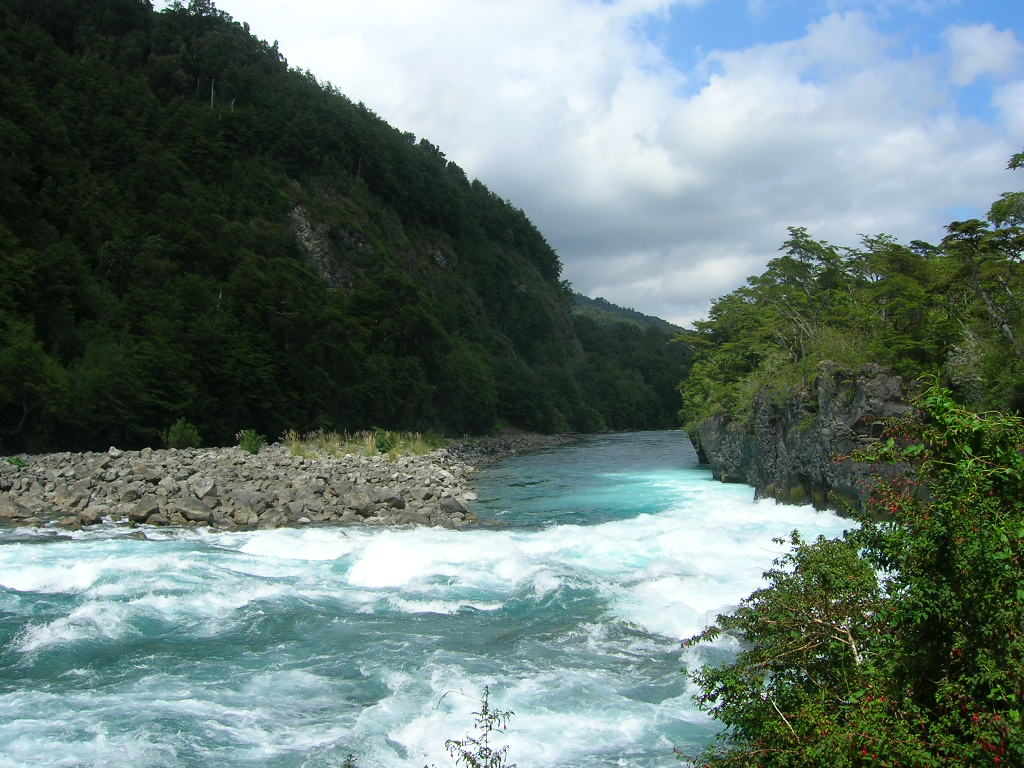
Rzeka Petrohué

Szata roślinna parku odpowiada górskiemu wariantowi flory deszczowych lasów waldiwijskich. Skład lasu zmienia się wraz z wysokością i podłożem. Zasadniczo najczęściej występującym drzewem jest coihue: Nothofagus dombeyi w połączeniu z innymi gatunkami, jak ulmo (Eucryphia cordifolia) czy drzewami z rodzaju onatnia (Weinmannia trichosperma). W stosunkowo cieplejszych miejscach, bliżej jeziora, spotyka się zarośla tique (Aextoxicon punctatum). W szczególnie wilgotnych lokalizacjach powszechne jest canelo (Drimys winteri). Na wysokościach powyżej 900 m coihue jest zastępowane przez inne gatunki bukanowatych.
Drzewa i krzewy z rodziny mirtowatych reprezentowane przez 9 gatunków są najszerzej zdywersyfikowanym taksonem w parku. Ogólnie są związane z obecnością dużej ilości wody. Łatwo widoczne na plażach ze względu na intensywnie pomarańczową barwę kory jest temu lub arrayan: (Luma apiculata). Luma colorada lub reloncavi (Amomyrtus luma) jest dobrze znana w Chile ze względu na zwarte, ciężkie drewno, które było używane do produkcji pałek policyjnych.
Rodzina srebrnikowatych z pokrewnymi gatunkami w Australii i Nowej Zelandii, ma szereg reprezentantów w parku. Notro lub fosforillo Embothrium coccineum znany w Polsce jako chilijski krzak ogniowy, ma mnóstwo czerwonych, rurkowatych kwiatów i występuje prawie wszędzie na skraju lasu. Avellano lub gevuin (Gevuina avellana) rodzi jadalne orzechy zwane avellana. Drzewo to nie zrzuca swoich owoców, tak więc na gałęziach można zobaczyć żółto-białe aromatyczne kwiaty, niedojrzałe brązowe i dojrzałe czarne orzechy.
Wśród roślinności zielnej wszechobecny jest parzeplin chilijski (Gunnera tinctoria). Rośnie do 2 m wysokości i ma bardzo duże liście. Ogonki liściowe są jadalne i miejscowa nazwa „nalca” odnosi się do tej części rośliny. Korzenie były używane w przeszłości do barwienia wełny na brązowy kolor. Parzeplin należy do pierwszych roślin kolonizujących glebę odsłoniętą przez osuwiska.
W tym leśnym ekosystemie duża część roślin jest zapylanych przez ptaki, a szczególnie kolibry. Kwiaty tych gatunków są jaskrawo czerwone lub żółte i nie pachną. Kwiaty oczekujące na odwiedziny ptaków mają kształt zwisających rurek.
Wiele egzotycznych roślin zdziczało i rozprzestrzeniło się na terenie parku. Najbardziej widocznym przykładem jest krzew retamo, jeden z janowców Genista juncea lub Spartium junceum, bylina należąca do roślin strączkowych pochodząca z regionu Morza Śródziemnego, toksyczna dla zwierząt. Rośnie bujnie na piaszczystym podłożu dookoła Osorno, wzdłuż drogi z Ensenady do Petrohué i w samym Petrohué. Retamo jest piękne, gdy kwitnie, ale nie powinno go tu być.

## Fauna

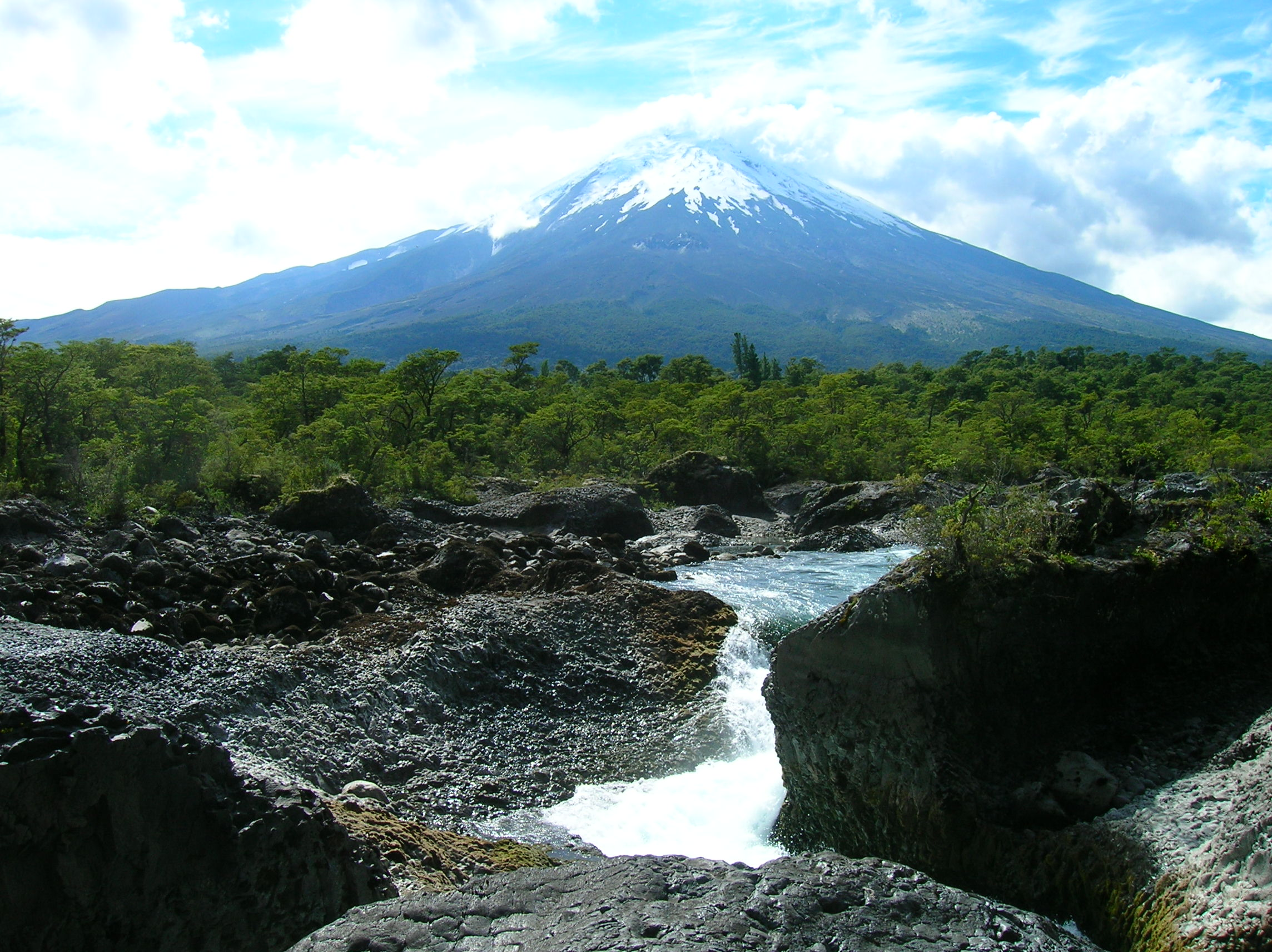
Wodospady Petrohué i wulkan Osorno

W parku żyje około 30 gatunków ssaków. Gatunki te są płochliwe i trudne do obserwacji. Park wraz z przyległymi parkami Puyehue, Nahuel Huapi i Lanin stanowią środowisko dla pumy (Puma concolor). Miejscowy podgatunek jest stosunkowo mały, waży zwykle nie więcej niż 30–40 kg i poluje na pudu (Pudu puda), małego jelenia, zamieszkującego odludne leśne siedliska. Kot górski, kodkod (Leopardus guigna) często mylony z dzikimi kotami, jest członkiem rodzaju Leopardus, małym ocelotem. Spośród psowatych park jest zamieszkały przez chilla, lisa argentyńskiego (Pseudalopex griseus), zwierzę wyglądające jak mały lis, ale nie będące lisem.
Introdukowany tu europejski jeleń szlachetny (Cervus elaphus) ma negatywny wpływ na proces naturalnego odnawiania lasu. Niszczący wpływ na równowagę ekosystemu ma też sprowadzony dzik (Sus scrofa).
Park zamieszkują trzy rodzime gatunki mięsożerców z rodziny łasicowatych. Jednym z nich jest surillo andyjski (Conepatus chinga), drugim galictis cuja (Galictis cuja), a trzecim wydra południowa (Lontra provocax), będąca gatunkiem zagrożonym. Do łasicowatych należy też introdukowana norka amerykańska (Neovison vison), która sieje spustoszenie w ekosystemach parku. Wpływ norki jest katastrofalny dla gatunków ptaków gniazdujących na ziemi i pływających trzcinach.
W parku żyją różnorodne gryzonie. Największym jest coipo, coypu, czyli nutria (Myocastor coypus) zamieszkująca porośnięte trzciną brzegi rzeki i jeziora oraz Lagidium wolffsohni z rodziny szynszylowatych, które preferuje środowiska powyżej linii drzew. Wśród drobniejszych gryzoni szczególne zainteresowanie naukowców budzi Irenomys tarsalis z podrodziny Sigmodontinae oraz Geoxus valdivianus.
Park jest również domem dwóch gatunków torbaczy. Jeden z nich to beztorbik bambusowy (Dromiciops gliroides) prowadzący częściowo nadrzewny tryb życia. Prowadzona jest dyskusja dlaczego ten południowoamerykański wygląda na ściślej spokrewnionego z torbaczami z Australazji niż z obu Ameryk. Innym torbaczem jest Rhyncholestes raphanurus z rodziny zbójnikowatych, opisany przez naukę po raz pierwszy w 1923 r.
W parku zaobserwowano około 80 gatunków ptaków, żyjących na stałe, przelotnych i zalatujących. Wśród rezydentów są krytonosowate, z których najłatwiej jest usłyszeć i czasami zobaczyć krytonosa rudogardłego (Scelorchilus rubecula). Innym przedstawicielem tej rodziny jest turko czarnogardły (Pteroptochos tarnii), który jest rarytasem dla miłośników ptaków. Zbrojówka (Merganetta armata) bywa czasem widywana przy wodospadach Petrohué. Jeden gatunek kolibrów, fernandezik chilijski (Sephanoides sephaniodes) jest tutaj powszechny i łatwy do zobaczenia.
Rodzima ichtiofauna w jeziorze Todos los Santos uległa dewastacji wraz z introdukcją kilku gatunków pstrąga i łososia. Wędkarstwo sportowe oparte na tych gatunkach jest istotną formą aktywności w parku.
Wśród stawonogów należy wspomnieć Chiasognathus granti, żuka z wielkimi rogami i Cheloderus childreni z rodziny kózkowatych – żuka o połyskliwych kolorach.

## Usługi w parku
Zarządzanie tym i pozostałymi parkami narodowymi w Chile powierzono Corporacion Nacional Forestal, CONAF. CONAF ma swoje placówki w Ensenadzie, Petrohué i Peulli oraz posterunki kontrolne przy wodospadach Petrohué i różnych wejściach na wulkan Osorno. Kemping administrowany przez CONAF znajduje się w Petrohué. CONAF udostępniła wiele szlaków turystycznych, z których ważniejszymi są Sendero Paso Desolacion na wschodnich stokach Osorno o długości 12 km, docierający na wysokość 1100 m i Sendero Laguna Margarita w Peulli o długości 8 km.
Jezioro Todos los Santos jest fragmentem szlaku przez Andy, używanego do stuleci. W końcu XIX wieku zorganizowano regularny transport i usługi turystyczne na szlaku od Puerto Montt wraz z hotelami i domkami myśliwskimi. Nowoczesne hotele o dobrej jakości są nad jeziorem w Petrohué i Peulli. Lokale gastronomiczne dla wędkarzy istnieją nad jeziorem w Cayutue i w pobliżu wodospadów i rzeki. W Petrohué prywatna firma oferuje wynajem łodzi motorowych.